# Metalium
I Metalium sono stati un gruppo heavy metal tedesco, di Amburgo. La formazione originale comprendeva Chris Caffery dei Savatage e Mike Terrana (Yngwie Malmsteen). Oltre ad otto album in studio, hanno partecipato a cinque tribute album (Uriah Heep, Accept, Scorpions, Helloween, ABBA).
Nel 2011 il gruppo, da un comunicato sul sito internet ufficiale, decide di sciogliersi.

## Formazione

### Ultima
- Henning Basse (voce) (1998-2011)
- Matthias Lange (chitarra) (1998-2011)
- Tolo Grimalt (chitarra) (2008-2011)
- Lars Ratz (basso, tastiere) (1998-2011)
- Michael Ehré (batteria, tastiere) (2002-2011)

### Ex componenti
- Chris Caffery (chitarra) (1998-1999)
- Mike Terrana (batteria) (1998-1999)
- Mark Cross (batteria) (2000)
- Jack Frost (chitarra) (2000)

## Discografia

### Album in studio
- 1999 – Millennium Metal - Chapter One
- 2000 – State of Triumph - Chapter Two
- 2002 – Hero Nation - Chapter Three
- 2004 – As One - Chapter Four
- 2005 – Demons of Insanity - Chapter Five
- 2007 – Nothing to Undo - Chapter Six
- 2008 – Incubus - Chapter Seven
- 2009 – Grounded - Chapter Eight

#### Split
- 2002 – Excerpts From The Forthcoming Albums (con Sacred Steel e Cornerstone)

### Cofanetti
- 2006 – Platinum Edition (4 CD)

### Cover
- 1999 – Smoke on the Water (Deep Purple) in Millennium Metal - Chapter One, traccia 13
- 1999 – Burning (Accept) in Millennium Metal - Chapter One, traccia 14 (Bonus Track)
- 2000 – Music (John Miles) in State of Triumph - Chapter Two, traccia 11
- 2007 – Show Must Go On (Queen) in Nothing to Undo - Chapter Six, traccia 10

#### Tributi
- 1999 – Burning in AA. VV. – A Tribute To Accept Vol. I
- 2000 – Another Piece Of Meat in AA. VV. – A Tribute To The Scorpions
- 2001 – Ride The Sky in AA. VV. – The Keepers Of Jericho (A Tribute To Helloween)
- 2003 – Gypsy (Live Version) con Ken Hensley alle tastiere, in AA. VV. – A Return To Fantasy - A Tribute To Uriah Heep
- 2003 – Thank You For The Music in AA. VV. – A Tribute To ABBA

### Promo
- 1998 – Millennium Metal I
- 2001 – Metalian Attack Live

### Raccolte
- 2002 – 10 Years Jubilee Edition (Set 2) (2 CD)
- 2009 – 10 Years Jubilee Edition (Set 1) (2 CD)
- 2009 – 10 Years Jubilee Edition - Set 3: Demons of Insanity - Chapter Five / 10 Years Live (1 CD + 1 DVD)

## Videografia

### DVD
- 2001 – Metalian Attack Part 1 (1 DVD + 1 CD)
- 2006 – Metalian Attack Part 2